# Necroscia pseudocerca
Necroscia pseudocerca är en insektsart som först beskrevs av Chen, S.C. och Yun He He 2008.  Necroscia pseudocerca ingår i släktet Necroscia och familjen Diapheromeridae. Inga underarter finns listade i Catalogue of Life.